# ميريال
ميريال (Merial) هي شركة متعددة الجنسيات لصحة الحيوان. في يناير 2017 ، تم الاستحواذ عليها بواسطة بورنجر إنجلهايم.

## الموقع
يقع المقر الرئيسي العالمي لبورنجر إنجلهايم لصحة الحيوان في إنجلهايم، ألمانيا.

## روابط خارجية
- الموقع الرسمي
- More about Merial on the Lyon Area Economic Development Agency's website